# Lal wa Sarjangal
Lal wa Sarjangal, eller Lal wa Sar Jangal är ett distrikt i Afghanistan. Det ligger i provinsen Ghor, i den centrala delen av landet, 260 kilometer väster om huvudstaden Kabul. Administrativt centrum är byn Lal.
Distriktet beräknades år 2022 ha cirka 131 000 invånare.